# Wybory parlamentarne w Republice Zielonego Przylądka w 2006 roku
Wybory parlamentarne w Republice Zielonego Przylądka, odbyły się 22 stycznia 2006 roku. To czwarte wybory krajowe do parlamentu od prowadzenia polityki wielopartyjnej w 1990 roku. 
Pięć partii politycznych wystawiło swoich kandydatów w wyborach do 72-osobowego Zgromadzenia Narodowego: Afrykańska Partia dla Niepodległości Republiki Zielonego Przylądka (APdNRZP), Ruch dla Demokracji (RdD), Partia Odnowy Demokratycznej (POD), Partia Socjaldemokratyczna oraz Unia Niepodległościowa i Demokratyczna Republiki Zielonego Przylądka (UNDRZP). Jedynie APdNRZP i RdD posiadały swoich przedstawicieli w każdej kadencji parlamentu. 

## Wyniki wyborów
| Wyniki wyborów parlamentarnych z 22 stycznia 2006 roku w Republice Zielonego Przylądka     | Głosy   | %      | Miejsca |
| ------------------------------------------------------------------------------------------ | ------- | ------ | ------- |
| Afrykańska Partia dla Niepodległości RZP (Partido Africano da Independência de Cabo Verde) | 87 219  | 52,28  | 41      |
| Ruch dla Demokracji (Movimento para a Democracia)                                          | 73 366  | 43,55  | 29      |
| Unia Niepodległościowa i Demokratyczna (União Caboverdiana Independente e Democrática)     | 4 584   | 2,72   | 2       |
| Partia Odnowy Demokratycznej (Partido da Renovação Democrática)                            | 1 009   | 0,60   | 0       |
| Partia Socjaldemokratyczna (Partido Social Democrático)                                    | 604     | 0,36   | 0       |
| Razem (frekwencja %)                                                                       | 166 782 | 100,00 | 72      |
| Źródło: Narodowa Komisja Wyborcza.                                                         |         |        |         |